# Winckelmanns Reisen
Winckelmanns Reisen ist ein Filmdrama von Jan Schütte aus dem Jahr 1990.

## Handlung
Der Schuppenshampoo-Vertreter Ernst Winckelmann ist eine ehrliche Haut und zu tiefen Gefühlen fähig. Er liebt seine Aline, und seine Aline liebt ihn, aber er redet sich ein, sie sei zu keinen tiefen Gefühlen fähig, und trauert stattdessen seiner Geschiedenen nach, die ihn nie geliebt hat, und Alines Vater, der Kneipenwirt in Barmbek, trauert seiner vor acht Jahren verstorbenen Frau nach und wäre außerdem lieber in Florida, wo er glaubt, mal glücklich gewesen zu sein, beschrieb Harry Rowohlt die zentralen Aspekte der Filmhandlung.

## Produktionsnotizen
Der Film hatte am 29. November 1990 in Deutschland seine Premiere im Kino.

## Kritiken
„Eine melancholisch-amüsant erzählte Geschichte um Heimat- und Orientierungslosigkeit; sie gewinnt an Tiefe und Substanz vor allem durch die hervorragende Fotografie, die den Stillstand der Menschen auf ebenso präzise wie poetische Weise in einen realistischen Zusammenhang einbettet.“

„Was für ein Liebespaar: Susanne Lothar und Wolf-Dietrich Sprenger [...] Und diese Dialoge in ihrer epischen Wucht [...] Da stimmt alles, da sitzt jeder Ton. Auch die Nebenrollen sind verschwenderisch gut besetzt. Meisterhaft.“